# 塔拉希島 (喬治亞州)
塔拉希島（英語：Talahi Island）是位於美國喬治亞州查塔姆縣的一個人口普查指定地區。

## 地理
塔拉希島的座標為32°01′58″N 80°58′33″W / 32.03278°N 80.97583°W，而該地最高點為海拔高度4米（即12英尺）。

## 人口
根據2010年美國人口普查的數據，塔拉希島的面積為4.30平方千米，當中陸地面積為3.80平方千米，而水域面積為0.50平方千米。當地共有人口1248人，而人口密度為每平方千米290人。